# Ютце
Ютце (нім. Uetze) — сільська громада в Німеччині, розташована в землі Нижня Саксонія. Входить до складу району Ганновер.
Площа — 140,56 км2. Населення становить 20 333 ос. (станом на 31 грудня 2021).